# Hospital universitario de San Olaf
El Hospital universitario de San Olaf o simplemente el Hospital de San Olaf (en noruego: St. Olavs Hospital) es un centro de salud en Trondheim, Noruega situado en Øya. Es parte del complejo del Hospital de San Olaf que maneja todos los hospitales de Sør-Trøndelag y por tanto, indirectamente es propiedad del Estado. Coopera estrechamente con la Universidad Noruega de Ciencia y Tecnología en la investigación y en la educación de los médicos. La universidad lleva el nombre de Olaf II de Noruega, también conocido como San Olaf.
Realzió 274.441 somáticas y 88.692 consultas psiquiátricas en 2005 con 8.691 empleados y un presupuesto de 5,1 mil millones coronas noruegas.